# Czernyola flavofemorata
Czernyola flavofemorata är en tvåvingeart som beskrevs av Mitsuhiro Sasakawa 1990. Czernyola flavofemorata ingår i släktet Czernyola och familjen träflugor. Inga underarter finns listade i Catalogue of Life.